# Giuseppe Grossi (politico)
Giuseppe Grossi (Soncino, 4 settembre 1920 – 27 gennaio 2007) è stato un politico italiano.
Vicepresidente dell'Amministrazione provinciale di Cremona, è stato eletto senatore della Repubblica nel 1972 con il Partito Socialista Italiano e divenne membro della 8ª Commissione permanente dei Lavori pubblici e comunicazioni.